# Enka
Diễn ca  (演歌 (Diễn Ca) Enka) là một thể loại nhạc Nhật nổi tiếng. Dù người ta có cần cân nhắc để xếp nó vào một kiểu âm nhạc truyền thống, nhạc diễn ca hiện đại có liên quan đến một loại nhạc mới phát sinh ra từ khung cảnh của một sự bóp ép ngay sau chiến tranh của một loại nhạc Nhật không dùng nhạc cụ theo chủ nghĩa dân tộc như nihonjinron, trong khi chọn nhiều hơn một loại nhạc truyền thống nhiều hơn loại nhạc ryūkōka nổi tiếng vào trước chiến tranh trong nghệ thuật múa hát.
Thuật ngữ "diễn ca" được dùng để tham khảo các văn bản chính trị để sắp đặt nhạc hát và phân loại giữa hai phe đối lập nhau thuộc về Tự do và hành động đúng đắn của con người suốt thời Meiji (từ năm 1868–1912) với ý nghĩa là phớt lờ sự hạn chế của chính trị trên tốc độ bất đồng quan điểm chính trị - và trong ý thức này, từ nhận được trong từ "enzetsu no uta" (演説の歌) có nghĩa là "bài hát diễn thuyết".
Nhạc diễn ca hiện đại, đã được phát triển trong thời sau chiến tranh, là một loại nhạc ba-lê uỷ mị. Một trong các ca sĩ nhạc diễn ca đầu tiên là Hachiro Kasuga, Michiya Mihashi và Hideo Murata. Có một học thuyết cho rằng nhạc diễn ca hiện đại có nghĩa là "enjiru uta" (演じる歌), có nghĩa là "bài hát được trình diễn". Thời phục hưng của nhạc diễn ca ở dạng hiện đại bắt đầu từ một ngày vào năm 1969, khi Keiko Fuji bắt đầu trình diễn.